# Assemblea popolare suprema
L'Assemblea popolare suprema (최고 인민 회의?, 最高 人民 會議?, Ch'oego Inmin HoeŭiLR) è la camera legislativa della Repubblica Popolare Democratica di Corea ed è composta da 687 deputati eletti ogni 5 anni. La Costituzione riconosce il Partito del Lavoro di Corea come il principale partito dello Stato e governa con una sola coalizione assieme al Partito Socialdemocratico di Corea e al Partito Chondoista Chongu nel Fronte Democratico per la Riunificazione della Patria.
Sebbene l'Assemblea popolare suprema sia la più alta istituzione statale della Corea del Nord, suole delegare l'autorità nel più ristretto ed influente Presidium eletto fra i suoi membri.

## Storia
Con la Costituzione del 1972, l'Assemblea era costituita da 655 seggi e vennero aumentati a 687 nelle elezioni parlamentari del 1986.
Nel 1990, l'Assemblea popolare suprema era composta da 601 seggi occupati dal Partito del Lavoro di Corea, 51 dal Partito Socialdemocratico di Corea, 22 dal Partito Chondoista Chongu e 13 da indipendenti.
L'ultima seduta durante il governo di Kim Il-sung avvenne nell'aprile del 1994, tre mesi prima della morte del leader. Durante il periodo di lutto nazionale, l'Assemblea non si riunì più né furono indette nuove elezioni. La riunione successiva verrà fatta soltanto nel settembre del 1998, quattro anni dopo la morte di Kim Il-sung.
Kim Jong-il non tenne un discorso alla prima sessione della X Assemblea popolare suprema del 1998. Invece, i membri ascoltarono il discorso registrato su nastro che il defunto leader Kim Il-sung che fece alla prima sessione della IX Assemblea popolare suprema nel 1991. L'aumento dell'influenza dell'Armata del popolo coreano era stata anticipata dalle elezioni del luglio 1998, quando furono eletti 101 ufficiali militari su 687 delegati (un aumento significativo dai 57 eletti durante la IX Assemblea del 1990).
Kim Yong-nam è stato Presidente del Praesidium dell'Assemblea sin dal 1998, sostituito da Choe Ryong-hae il 12 aprile 2019, mentre Choe Thae-bok, Kim Wan-su e Hong Son-ok sono i vicepresidenti.
Il 14 aprile 2012, durante la quinta sessione della XII Assemblea popolare suprema, Kim Jong-un venne eletto come supremo leader del Paese. Parlando all'Assemblea, il Presidente del Praesidium Kim Yong-nam disse che l'elezione di Kim Jong-un alla più alta carica della Corea del Nord rifletteva "il desiderio ardente e il volere unanime di tutti i membri del partito, uomini di servizio e del popolo". Il suo status di leader venne riconfermato quando venne eletto senza opposizione il 9 marzo 2014, rappresentando il suo distretto, il simbolico monte Paektu, nell'elezione dell'Assemblea. Gli elettori poterono votare Sì o No e secondo i dati ufficiali del governo, tutti votarono Sì.
Nel 2017, l'Assemblea ha creato una subordinata Commissione diplomatica per il dialogo internazionale con i vari parlamenti nazionali quando gli altri canali diplomatici sono bloccati.
Nel 2019 l'Assemblea ha rinnovato le cariche, tra cui la sostituzione del presidente del presidium, ormai ultranovantenne.

## Elezioni e partecipazione
Secondo la Costituzione della Corea del Nord, tutti i cittadini che hanno compiuto 20 anni, indipendentemente dall'affiliazione con vari partiti, dalle idee politiche o dalla religione, possono votare o candidarsi alle elezioni parlamentari.
Tutti i candidati sono selezionati dal Fronte Democratico per la Riunificazione della Patria (un fronte popolare controllato dal Partito del Lavoro di Corea) in convegni di massa organizzati per decidere quali candidati verranno nominati e i loro nomi possono essere riportati sulla scheda solo con l'approvazione del convegno. Tra gli altri partecipanti della coalizione vi sono gli altri due partiti politici de facto legali, il Partito Socialdemocratico ed il Partito Chondoista Chongu, oltre a varie organizzazioni come gruppi sociali o giovanili, come il Ch'ongryŏn (che rappresenta gli zainichi) la Lega della Gioventù Socialista Patriottica, la Lega Democratica delle Donne Coreane e la Società della Croce Rossa della Repubblica Popolare Democratica di Corea.
Le elezioni sono (all'apparenza) a scrutinio segreto. Un elettore può mettere una croce al di fuori del nome del candidato per votare contro di lui, ma chiunque volesse votare contro il candidato del Fronte deve farlo senza alcuna segretezza. In molti seggi elettorali l'elettore deve farlo utilizzando una penna rossa vicino all'urna davanti agli ufficiali elettorali, ma in alcune vi è un'apposita urna per i voti contrari. Molti disertori nordcoreani lo considerano come un atto di sfida troppo pericoloso.
Votare contro il candidato scritto sulla scheda è considerato un atto di tradimento.

## Poteri e funzioni
L'Assemblea ratifica le decisioni già prese dal Partito del Lavoro di Corea. L'Assemblea viene convocata una o due volte l'anno in sessioni regolari di diversi giorni ciascuno. Quando l'Assemblea non è riunita, viene sostituita dal Praesidium. Si tengono sessioni straordinarie nel caso in cui vengono convocate dal Praesidium o da un terzo dei deputati.
Le funzioni dell'Assemblea sono:
- adottare, emendare, completare ed applicare le ordinanze nella Costituzione. Gli emendamenti necessitano l'approvazione di due terzi dei deputati;
- determinare le politiche statali e dei bilanci;
- eleggere il Presidente, il Vicepresidente e i membri della Commissione di difesa nazionale;
- eleggere il Presidente e i membri del Praesidium;
- destituire il governo con un voto a maggioranza semplice
- nominare il Presidente, il Vicepresidente e altri membri del Gabinetto.[11]

Nonostante gli ampi poteri che il parlamento vanta a livello teorico, in realtà non è altro che un fantoccio, poco considerato e senza autonomia, che si limita a ratificare le decisioni prese dal regime. 

## Praesidium e le sue funzioni
Il Praesidium dell'Assemblea è il più alto organo legislativo della Corea del Nord durante i periodi nei quali l'assemblea non è riunita e l'attuale Presidente è Choe Ryong-hae, affiancato dai Vice-Presidenti, segretari e altri membri. 
Le principali funzioni del Praesidium sono:
- fissare le sessioni dell'Assemblea popolare suprema;
- esaminare e approvare nuove legislazioni statali quando l'Assemblea non è riunita;
- interpretare e promulgare la Costituzione;
- formare o dissolvere i ministeri del governo;
- supervisionare le leggi e gli organi statali;
- organizzare le elezioni all'Assemblea;
- ratificare i trattati con altri Paesi;
- nominare, trasferire o rimuovere dalla loro carica i giudici o i funzionari quando l'Assemblea non è riunita;
- concedere grazie o amnistie.[11]

Oltre alle funzioni esecutive, il Praesidium riceve le credenziali diplomatiche dai Paesi stranieri.
Secondo la Costituzione del 1998, il Praesidium ed il relativo Presidente sostituiscono il Comitato permanente dell'Assemblea ed il suo Presidente. Prima dell'istituzione della carica di Presidente della Corea del Nord nel 1972, il Presidente del Comitato permanente era de iure il capo dello Stato. Attualmente, il Presidente dell'Assemblea funge da referente mentre il Presidente del Praesidium è il capo nominale di Stato.